# Mario Minieri
Mario Minieri, né le 21 juin 1938 à Vergato, dans la province de Bologne en Émilie-Romagne et mort le 9 août 2022 à Bologne, est un coureur cycliste italien des années 1960.

## Biographie
Professionnel de 1960 à 1968, il a notamment remporté une étape du Tour de France 1962.

## Palmarès

### Palmarès amateur
- 1958
  - Milan-Bologne
- 1959
  - Gran Premio Comune di Cerreto Guidi

### Palmarès professionnel
- 1960
  - 6e étape du Tour de Sicile
  - 2e de Milan-Vignola
- 1961
  - 3e de Milan-Vignola
- 1962
  - 8ea étape du Tour de France
  - 3e de Milan-Vignola

## Résultats sur les grands tours

### Tour de France
5 participations
- 1961 : 44e
- 1962 : 75e, vainqueur de la 8ea étape
- 1964 : 62e
- 1965 : 91e
- 1967 : 87e

### Tour d'Italie
8 participations
- 1960 : 81e
- 1961 : 47e
- 1962 : abandon (14e étape)
- 1963 : 51e
- 1964 : 72e
- 1965 : abandon
- 1966 : 77e
- 1967 : abandon

### Tour d'Espagne
1 participation
- 1968 : 50e